# Porphyrio albus
Porphyrio albus là một loài chim trong họ Rallidae.
Loài gà nước đã tuyệt chủng này đã từng sinh sống trên đảo Lord Howe, phía đông Australia. Loài này được bắt gặp lần đầu tiên khi các thủy thủ đoàn của tàu Anh đến thăm hòn đảo từ năm 1788 đến năm 1790, và tất cả các tài liệu và hình ảnh minh họa đương đại đều được tạo ra trong thời gian này. Ngày nay, có hai hình mẫu còn tồn tại: hình ba chiều trong Bảo tàng Lịch sử Tự nhiên của Vienna, và một loại khác trong Bảo tàng Thế giới của Liverpool. Mặc dù sự nhầm lẫn lịch sử đã tồn tại về nguồn gốc của các mẫu vật cũng như phân loại và giải phẫu của loài chim này, nhưng hiện nay người ta cho rằng nó là một loài đặc hữu của Đảo Lord Howe và gần giống với gà nướcđầm lầy Úc-Á. 
Loài gà nước này đã cư trú ở các khu vực đất thấp có cây cối rậm rạp sinh sống ở vùng đất ngập nước. Không có tài liệu ghi lại về hành vi xã hội và sinh sản của nó và hình dạng tổ, trứng và tiếng kêu của chúng. Có lẽ đây là loài không di cư.